# Wahkeena Falls
Wahkeena Falls (The Necktie, Gordon Falls) – wodospad położony w Stanach Zjednoczonych, w Oregonie w hrabstwie Multnomah. Wodospad leży na Wahkeena Creek, dopływie rzeki Kolumbia, niedaleko jego ujścia gdzie Kolumbia tworzy kanion w Górach Kaskadowych. Wodospad nie jest widoczny z drogi turystycznej wiodącej dnem kanionu (ang. Columbia Gorge Scenic Highway), jednak prowadzi do niego szlakiem tworzący 2,2 km pętlę. Jadąc drogą turystyczną od zachodu wodospad leży około 5,1 km za Bridal Veil Falls. 
Wodospad składa się z dwóch części. Górna, dłuższa ma 55 m wysokości, natomiast dolna 19 m. Średnia szerokość wodospadu to pięć metrów.  Wodospad początkowo nosił nazwę Gordon Falls, jednak w 1915 roku zmieniono nazwę na oryginalną w języku Indian Yakima oznaczającą najpiękniejszy.